# Pacuvius Antistius Labeo
Pacuvius Antistius Labeo (möglicherweise auch Quintus) war ein römischer Jurist aus der Gens der Antistier. Er war ein Schüler des Servius Sulpicius Rufus. Brutus konnte ihn 44 v. Chr. für das Attentat auf Caesar gewinnen. 42 v. Chr. war er Legat im Heer der Caesarmörder. Nach ihrer Niederlage gegen Marcus Antonius und Octavian in der Schlacht bei Philippi wollte er nicht länger leben als Brutus, der, wie man ihm berichtete, im Tod mit einem Seufzer seinen Namen genannt hatte. Deshalb hob er in seinem Zelt ein Grab aus und ließ sich von einem Sklaven töten, der ihn in seinem Zelt begrub.
Sein Sohn Marcus Antistius Labeo († 10/11 n. Chr.) war ein bekannter römischer Jurist.